# Kalná
Kalná je malá vesnice, část obce Soutice v okrese Benešov. Nachází se asi 1,5 km na jihovýchod od Soutic. V roce 2009 zde bylo evidováno 23 adres. Kalná leží v katastrálním území Soutice o výměře 10,87 km².

## Historie
První písemná zmínka o vesnici pochází z roku 1379.

## Fotogalerie

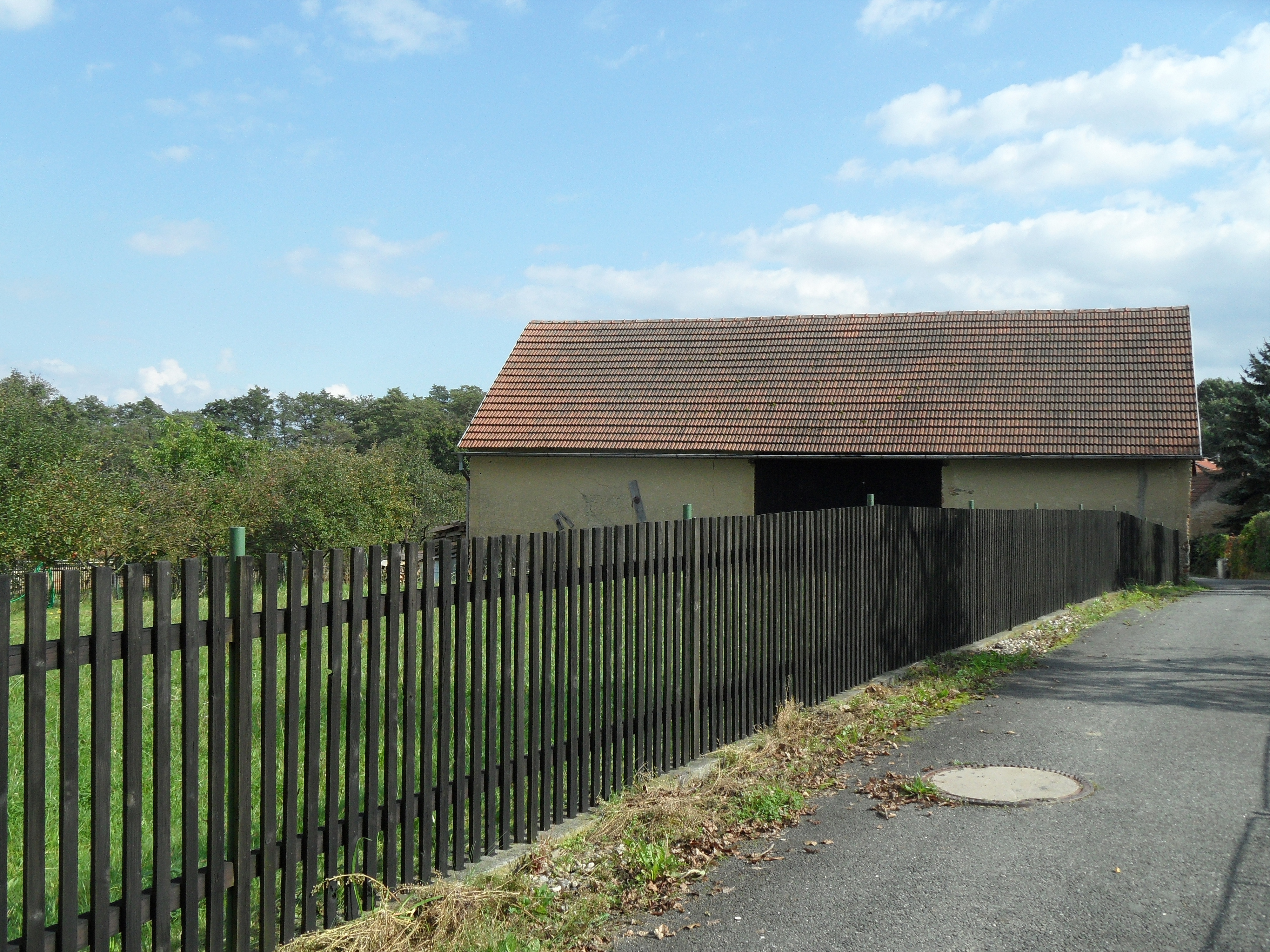
Stavení s plotem
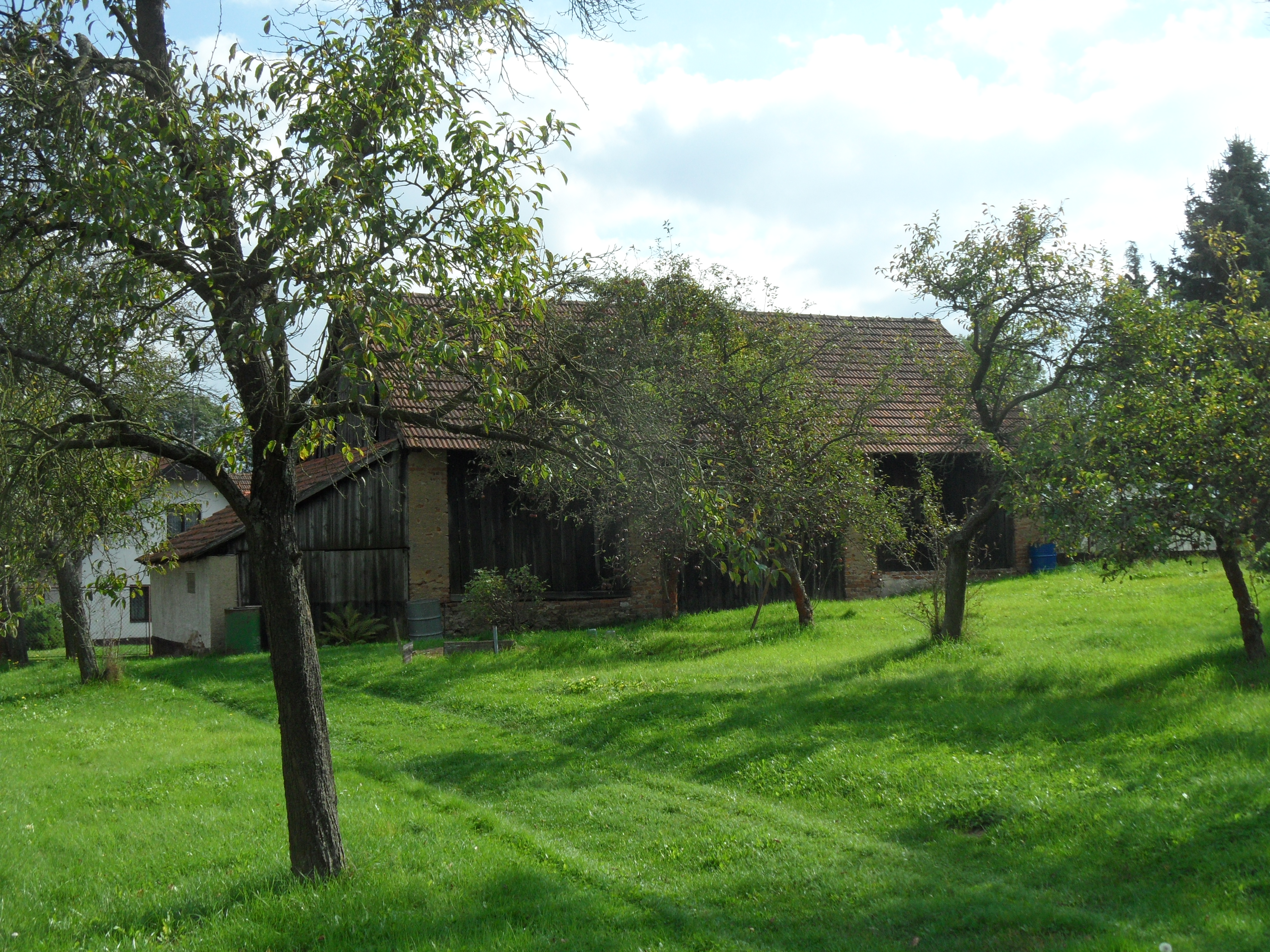
Stavení v zahradě
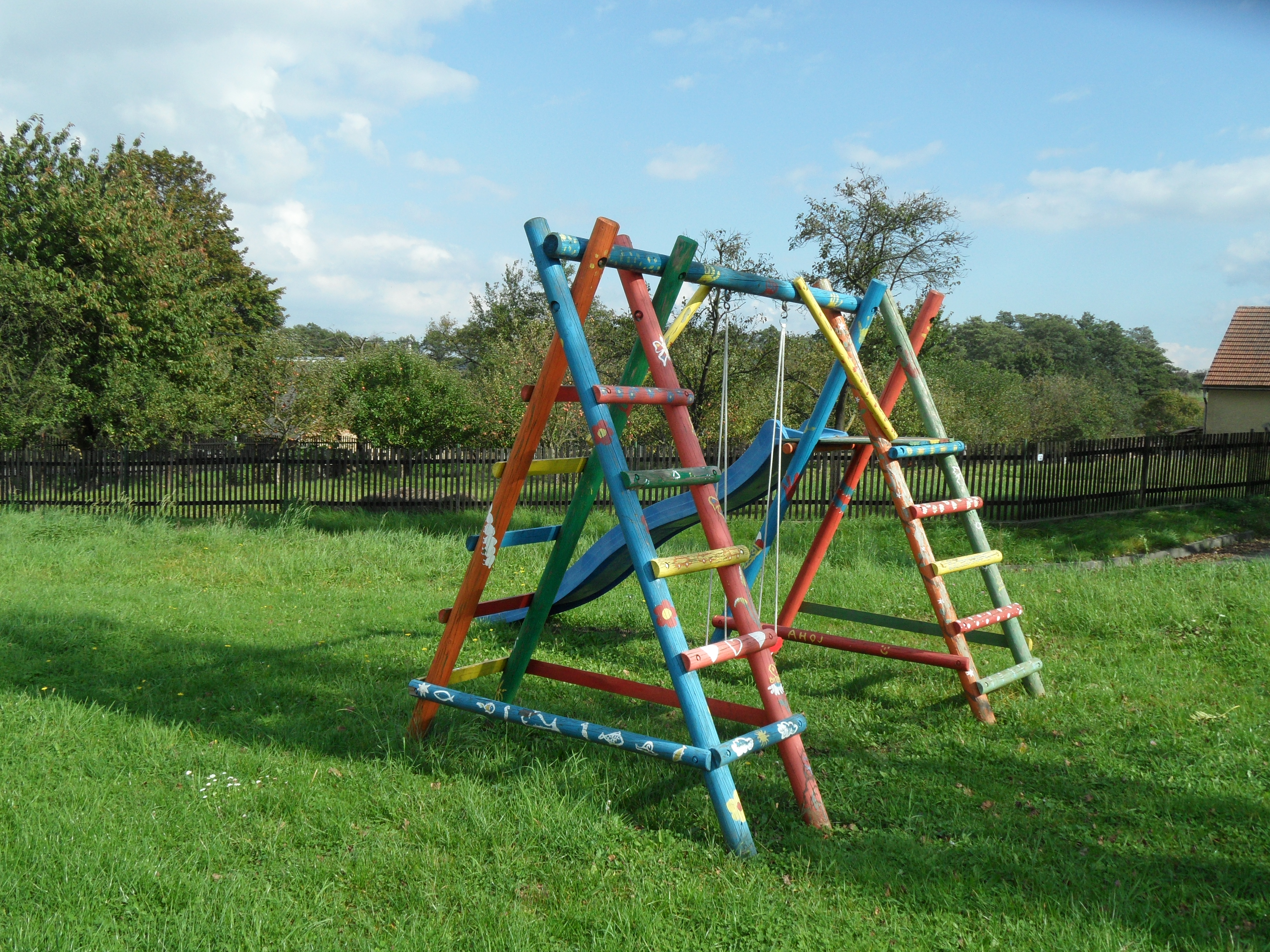
Dětské hřiště
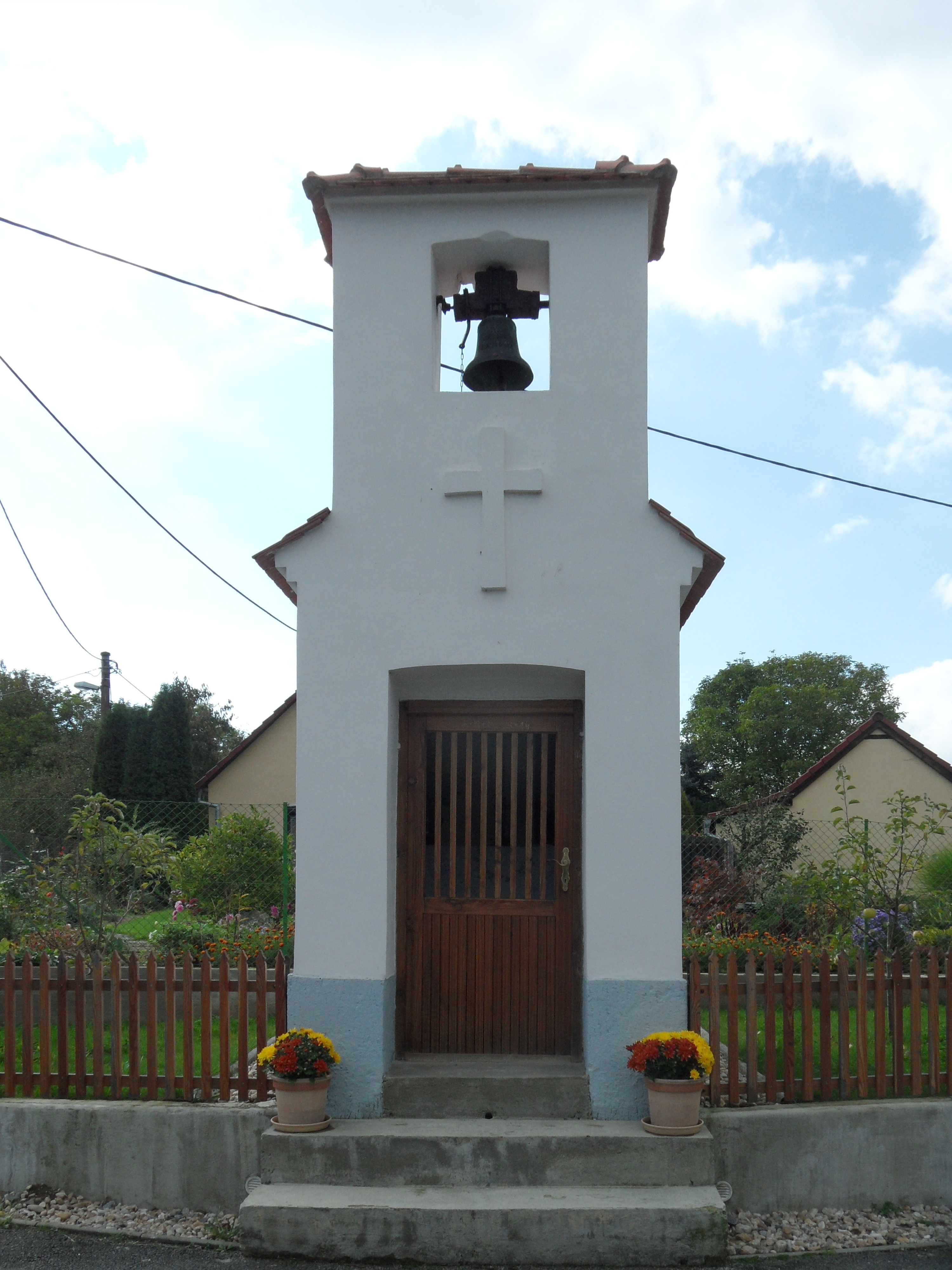
Zvonička